# Espen Søgård
Espen Søgård (født 10. oktober 1979 i Fet, Norge) er en norsk tidligere fodboldspiller (central midtbane). Han spillede i en lang årrække for Lillestrøm og opnåede desuden to landskampe for Norge.

## Titler
Norsk pokal
- 2007 med Brann